# 張琦 (ボッチャ選手)
張 琦（ちょう き、簡体字中国語: 张 琦、1990年11月24日 – ）は、中華人民共和国のボッチャ競技選手。脳性麻痺を有しており、競技クラスではBC1に分類されている。

## 経歴
張は2007年に北アイルランドのベルファストで開催されたワールドカップに出場し、23位の成績であった。2008年の北京パラリンピックでは個人戦と団体戦の両方に出場。個人戦でプールステージ2勝2敗、全体9位の成績を収めた。団体戦では中国チームの最年少メンバーとして出場。中国チームは3位決定戦でスペインに4-5で敗れ、4位の成績であった 。
彼女は2010年アジアパラ競技大会に出場。個人戦プールステージ1勝2敗で敗退し、全体12位であった。2011年に北アイルランドのベルファストで開催されたワールドカップでは銀メダルを獲得。彼女は決勝で韓国の紀光敏に2-3で敗れた。
2012年のロンドンパラリンピックでは個人戦と団体戦の両方に出場。個人戦ではBC1クラスに出場、5位6位決定戦でポルトガルのジョアン・パウロ・フェルナンデスに2-3で敗れ、6位入賞した。団体戦では中国チームが決勝まで進み、最終的に5-10でタイに敗れ銀メダルを獲得した 。
彼女は2016年のリオデジャネイロパラリンピックでも個人戦と団体戦の両方に出場。個人戦はプールステージ1勝2敗で敗退。団体戦では決勝トーナメントに進出したものの、準々決勝で日本にタイブレークで敗退。